# باریتو (بازیکن فوتبال)
پائولو ویتور باریتو (به پرتغالی: Paulo Vítor Barreto de Souza) مهاجم اهل برزیل است که در شهر ریودو ژانیرو و در تاریخ ۱۲ ژوئیهٔ ۱۹۸۵ به دنیا آمده‌است. باریتو در تیم‌های فوتبال Treviso سابقهٔ حضور دارد.